# 粥店街道
粥店街道，是中华人民共和国山東省泰安市岱岳区下辖的一个乡镇级行政单位。

## 行政区划
粥店街道下辖以下地区：
高王寺社区、枣行社区、粥店社区、杜家庄社区、堰北社区、老王府社区、司家庄社区、过驾院社区、堰东社区、曹家村社区、大佛寺社区、常家庄社区、后陡山村、李家庄村、马套村、小辛庄村、石分村、上旺村、黄草岭村、下旺村、堰西村、小堰堤村、六郎坟村、马湾村、大官村、小官村、大辛村、曹家庄村、廿里埠村、董家庄村、大河社区和驻地单位社区。